# Rangárþing ytra
Rangárþing ytra is een gemeente in het zuiden van IJsland in de regio Suðurland. Het heeft 1.459 inwoners (in 2005). De gemeente ontstond op 16 maart 2002 door het samenvoegen van de gemeentes Rangárvallahreppur, Djúpárhreppur en Holta- og Landsveit. De grootste plaats in de gemeente is Hella met 679 inwoners (in 2005). Het plaatsje Rauðilækur heeft 43 inwoners (2011).
Vestmannaeyjabær · Árborg · Mýrdalshreppur · Skaftárhreppur · Ásahreppur · Rangárþing eystra · Rangárþing ytra · Hrunamannahreppur · Hveragerðisbær · Ölfus · Grímsnes- og Grafningshreppur · Skeiða- og Gnúpverjahreppur · Bláskógabyggð · Flóahreppur